# Neven Spahija
Neven Spahija, né le 6 novembre 1962 à Šibenik, est un entraîneur croate de basket-ball.

## Biographie
Spahija entraîne différentes équipe et remporte les championnats nationaux dans 6 pays différents : Croatie, Espagne, Israël, Lituanie, Slovénie et Turquie. Il remporte aussi EuroCoupe 2009-2010 avec Valencia BC.
À l'été 2013, Spahija rejoint le Cibona Zagreb mais ses résultats sont insuffisants (5 défaites en 5 rencontres en EuroCoupe) et il est limogé en novembre 2013, remplacé par Slaven Rimac.
Il est membre du 72e bataillon de police militaire de 1992 à 1993. En octobre 2010, il est interrogé au sujet de crimes de guerre contre les prisonniers et les civils dans la prison militaire "Kuline" à Sibenik,.
Spahija est entraîneur adjoint aux Hawks d'Atlanta entre 2014 et 2017.
En juin 2017, Spahija est nommé entraîneur du Maccabi Tel-Aviv.
En novembre 2018, le Maccabi Tel-Aviv a un bilan de 6 défaites pour une victoire en Euroligue et Spahija est limogé de son poste d'entraîneur. Il est remplacé par Ioánnis Sfairópoulos.
En novembre 2021, Duško Ivanović est licencié de son poste d'entraîneur du Saski Baskonia et est remplacé par Spajiha. Spahija quitte le Saski Baskonia à la fin de la saison et est remplacé par Joan Peñarroya (en).

## Palmarès

### Club
compétitions internationales 
- Finale de la Coupe ULEB 2003

 compétitions nationales 
- Champion de Croatie 2000, 2001
- Vainqueur de la Coupe de Croatie 2000, 2001
- Champion de Slovénie 2003
- Champion d'Espagne 2008

### Sélection nationale
- Championnat du monde
  - Médaille de bronze du Championnat du monde des 21 ans et moins 2001
- Championnat d'Europe
  - Participation au Championnat d'Europe de basket-ball 2005 à Belgrade